# Мала Башкирія
Мала́ Башки́рія (башк. Бәләкәй Башҡортостан) — початкова територія автономного Башкурдистану (Башкортостану), проголошеного 15 листопада 1917 року і затвердженого в грудні того ж року на III Всебашкирському установчому курултаї як перший етап реалізації автономії.

## Історія
Після затвердження проголошення територіальної автономії Башкурдистану III Всебашкирським установчим з'їздом постало питання про межі республіки. Було запропоновано два проєкти про визначення кордонів Башкурдистану, причому Курултай затвердив обидва проєкти: 1-й — під назвою «Мала Башкирія», згідно з яким до складу території Башкурдистану входили частини Уфимської, Пермської, Оренбурзької і Самарської губерній, населені башкирами, та 2-й проєкт під назвою «Велика Башкирія», що охоплювала цілком Уфимську губернію та частини Пермської, Самарської та Оренбурзької губерній.

Гадані кордони «Великої Башкирії» (Автономного Башкурдистану) за А.-З. Валіді

Один із засновників автономії Ахмет-Закі Валіді склав карту передбачуваної Башкирської республіки, яка була навіть більш розлогою, ніж майбутня «Велика Башкирія» зразка 1922 року, позаяк охоплювала, крім іншого, ще й Мензелінський, Златоустівський та частину Верхньоуральського повітів, а також башкирські волості Троїцького, Челябінського і Шадринського повітів. Через події Громадянської війни цей проєкт Установчого з'їзду (курултаю) не було втілено в життя, і автономна республіка Башкурдистан виникла у межах першого проєкту — «Малої Башкирії». Територія Малої Башкирії включала волості з переважним башкирським населенням Оренбурзької, Пермської (частини Єкатеринбурзького, Красноуфимського і Шадринського повітів), Самарської (частина Бузулуцького повіту) і Уфимської (частини Златоустівського, Стерлітамацького і Уфимського повітів) губерній. Надалі планувалося приєднати до Малої Башкирії західну Башкирію: башкирські території Осинського повіту Пермської губернії, Бугульминського повіту Самарської губернії, Белебеївського, Бірського, Мензелінського й Уфимського повітів Уфимської губернії, де проживала велика частина башкирів.

Башкирія (1919)

У грудні 1917 року III Всебашкирський установчий курултай ухвалив положення «Про автономне управління Башкурдистану», згідно з яким автономія складалася з дев'яти кантонів: Барин-Табинського, Бурзян-Тангауровського, Джитировського, Ічкин-Катайського, Кипчацького, Куваканського, Там'янського, Ток-Чуранського та Усерганського кантонів.
На початок 1919 року Башкурдистан складався з 13 кантонів: Аргаяського, Бурзян-Тангауровского, Джитировського, Дуванського, Кипчацького, Кудейського, Табинського, Кущинського, Там'ян-Катайського, Ток-Суранського, Усерганського, Юрматинського і Яланського.
20 березня 1919 року, відповідно до Угоди центральної Радянської влади з Башкирським урядом про Радянську Автономну Башкирію, у межах Малої Башкирії було затверджено Автономну Башкирську Радянську Республіку.
За даними перепису 1920 року, територія Малої Башкирії становила 93 108 км², а чисельність населення — 1 249 539 осіб.
1922 року Малу Башкирію було перетворено на Велику Башкирію.